# Лобанов, Александр Леонидович
Александр Леонидович Лобанов (1979, Пермь, Пермская область, РСФСР, СССР — 6 марта 2002, Пермь, Пермская область, Россия) — российский серийный убийца и насильник. В 1999—2001 годах совершил серию из пяти убийств девушек и женщин на территории Мотовилихинского района Перми.

## Биография

### Жизнь до убийств
Александр Леонидович Лобанов родился в Перми в 1979 году. Был вторым ребёнком в семье, имел старшую сестру. Рос в социально благополучной обстановке, оба родителя вели законопослушный образ жизни. В детском и подростковом возрасте Лобанов не был замечен в проявлении девиантного поведения и производил впечатление нормального человека. В 1996 году его мать умерла от рака мозга, что стало для Александра психотравмирующей ситуацией, отрицательно повлиявшей на его психоэмоциональное состояние. В 1997 году Лобанов был призван в ряды российской армии. Срочную службу проходил в воинской части, расположенной на острове Сахалин. В 1999 году, после возвращения из армии, Лобанов начал демонстрировать агрессию по отношению к окружающим и признаки психического расстройства. В этот период он предпринял несколько попыток знакомства с женщинами, которые не увенчались успехом, так как в конечном итоге они отвергали его. Впоследствии у Лобанова развилось женоненавистничество, и он решил совершить серию убийств.

### Убийства
Все преступления Лобанов совершил на территории Мотовилихинского района. В качестве жертв Лобанов выбирал молодых и симпатичных девушек и женщин, с которыми знакомился на улицах города, зачастую в тёмное время суток. Если в ходе общения намеченная жертва вызывала у него личную неприязнь, Лобанов обманом или силой заводил её в малолюдное место (в двух последних эпизодах к себе в квартиру), где совершал на неё нападение. Во время убийств маньяк продемонстрировал склонность к садизму: в ходе нападения он наносил жертвам большое количество прижизненных телесных повреждений, старался продлить мучения путём нанесения поверхностных и несмертельных ран, уродовал лицо и насиловал, в том числе в извращённых формах. Последнюю жертву после убийства Лобанов подверг расчленению и вырезал из тела внутренние органы, благодаря чему получил прозвище потрошитель. Одну из жертв изнасиловал уже посмертно.
Первое убийство Лобанов совершил 4 октября 1999 года. Поздним вечером на улице он познакомился с 32-летней женщиной и распивал с ней пиво. В какой то момент она предложила Лобанову избить двух мужчин, находившихся в её квартире, однако он отказался, после чего женщина стала грубо высказываться в его адрес. Разъярённый Лобанов оглушил её несколькими ударами кулаком и стеклянной бутылкой, после чего затащил в гаражный массив, изнасиловал и убил, нанеся удары осколком бутылки и металлическим прутом.
Следующее преступление Лобанов совершил уже 11 октября, неподалёку от первого, по тому же сценарию. После знакомства с 23-летней девушкой он изнасиловал её в парке, а затем нанёс побои и задушил ремнём.
Ночью 2 марта 2000 года Лобанов попытался познакомиться с 18-летней девушкой, но та не стала с ним говорить, и Лобанов стал наносить ей множественные удары кулаками и медицинским скальпелем по телу. Всего на трупе обнаружили 97 резаных ранений.
17 декабря Лобанов пригласил к себе домой 19-летнюю девушку. После распития спиртного она предложила Лобанову вступить в половую связь, и получив отказ начала проявлять неадекватное поведение, оскорбляя и унижая Лобанова, после чего порезала ему руку бритвой. Смыв кровь в ванной, Лобанов взял чугунный кронштейн от раковины и 45 раз ударил им жертву по голове, перерезал горло до шейных позвонков и изнасиловал труп, после чего положил его в мешок и выбросил неподалёку от своего дома. После четвёртого убийства у Лобанова случился нервный срыв и он взял направление на прохождение лечения в психиатрической больнице.
Последнее убийство Лобанов совершил 5 июня 2001 года. В тот день он пригласил в квартиру 26-летнюю девушку для совместного употребления алкогольных напитков, в ходе которого новая знакомая начала провоцировать Лобанова на ссору циничными высказываниями, после чего он нанёс ей серию ударов дубинкой по голове и множество ножевых ранений, а также распорол живот и вырезал внутренние органы.

### Арест, следствие и суд
После убийства Лобанов уснул, а проснулся лишь днём. Поняв, что скоро вернётся отец и он не успевает скрыть труп и следы убийства, Лобанов предпринял попытку самоубийства, съев горсть таблеток аминазина и перерезав вены на руках, однако ему удалось выжить. Вернувшийся отец вызвал «скорую», и Лобанову была оказана своевременная медицинская помощь, после чего он был арестован. Вскоре он признался во всех преступлениях. Судебно-психиатрическая экспертиза признала его вменяемым, несмотря на выявленные аномалии полового влечения в виде садизма и некрофилии. В беседе с психиатром он утверждал, что убийства стали для него физиологической потребностью, и периодически он испытывал непреодолимое желание убить человека. При обыске у Лобанова была найдена тетрадь со стихотворениями, которые он посвящал любви к женскому полу, и рисунками голых женщин.
В декабре 2001 года Пермский областной суд приговорил Александра Лобанова к пожизненному заключению. 6 марта 2002 года, до вступления приговора в законную силу, Лобанов покончил с собой, повесившись в камере следственного изолятора.

## В массовой культуре
- Выпуск «Маньяк Лобанов» из цикла «Вызов 02» (2002)[8]